# 松本直子
松本 直子（まつもと なおこ、1968年 - ）は、日本の考古学者。専門はジェンダー考古学、先史考古学、認知考古学。岡山大学文明動態学研究所所長・教授。日本学術会議会員。雄山閣考古学賞特別賞受賞。

## 人物・経歴
福岡県北九州市出身。1987年福岡県立東筑高等学校卒業。1991年九州大学文学部卒業。1998年九州大学大学院文学研究科博士課程修了、博士（文学）。2001年レディング大学考古学科客員研究員。2015年岡山大学社会文化科学研究科教授。2021年岡山大学文明動態学研究所教授。2023年日本学術会議会員。『認知考古学の理論と実践的研究』で雄山閣考古学賞特別賞受賞。専門はジェンダー考古学、先史考古学、認知考古学。

## 親族
夫は松木武彦国立歴史民俗博物館教授。

## 著書
- 『認知考古学の理論と実践的研究 : 縄文から弥生への社会・文化変化のプロセス』九州大学出版会 2000年
- 『認知考古学とは何か』（中園聡、時津裕子と共編著）青木書店 2003年
- 『縄文のムラと社会』岩波書店 2005年